# Belgian Open 1993
Il Belgian Open 1993  è stato un torneo di tennis giocato sulla terra rossa. È stata la 5ª edizione del torneo, che fa parte della categoria Tier IV nell'ambito del WTA Tour 1993. Si è giocato ad Liegi in Belgio, dal 3 al 9 maggio 1993.

## Campionesse

### Singolare
Radka Bobková ha battuto in finale  Karin Kschwendt con il punteggio di 6–3, 4–6, 6–2

### Doppio
Radka Bobková /  María José Gaidano hanno battuto in finale  Ann Devries /  Dominique Monami con il punteggio di 6–4, 2–6, 7–6